# Arkys occidentalis
Arkys occidentalis là một loài nhện trong họ Araneidae.
Loài này thuộc chi Arkys. Arkys occidentalis được Eduard Reimoser miêu tả năm 1936.